# Font de Canaletes

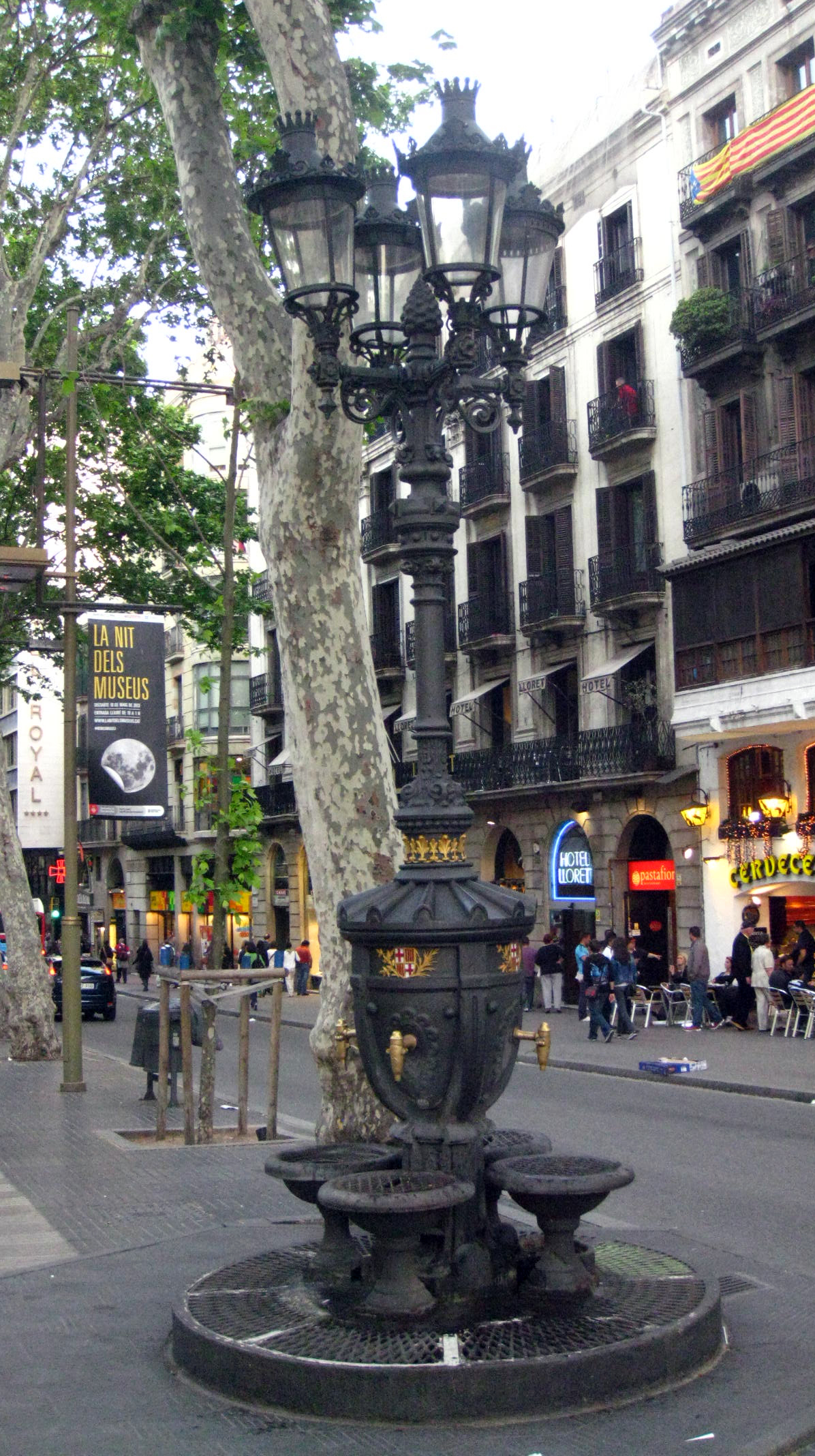
Font de Canaletes

Der Font de Canaletes (cast.: Fuente de Canaletas; dt.: Brunnen von Canaletas) ist ein gusseiserner Brunnen in der spanischen Stadt Barcelona. Das 1860 eingeweihte Bauwerk befindet sich im Norden der Straße Las Ramblas am Plaça de Catalunya. Er gehört zu den eher unbekannten Wahrzeichen der Stadt. Der Brunnen ist nach dem nördlichen Teil der Stadtmauer benannt. Dort führten früher Wasserrohre, die sogenannten Canaletes, entlang.

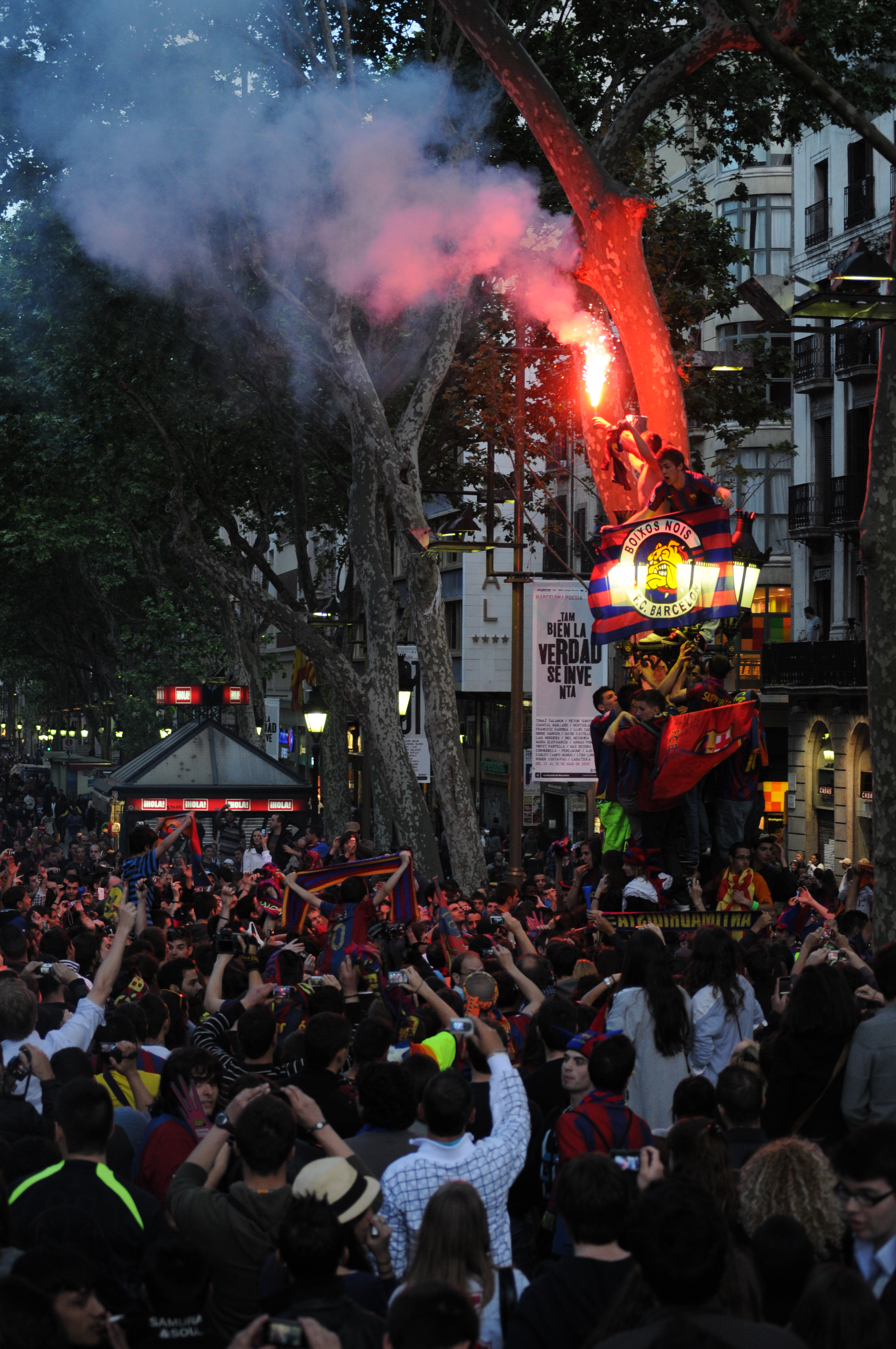
Feiernde Fußballfans am Brunnen

## Trivia
Der Legende nach soll jeder, der daraus trinkt, einmal nach Barcelona zurückkehren.
Seit dem Jahre 1930 feiern hier Fußballfans die Siege des Fußballclubs FC Barcelona. Damals stand an dieser Stelle die Redaktion der Sportzeitung Diario deportivo La Rambla. Hier wurden die Fußballergebnisse verkündet und entsprechend gefeiert.